# Башкортостан (телерадиокомпания)
Телерадиовеща́тельная компа́ния «Башкортоста́н» — вещательная организация Республики Башкортостан. Действует в форме акционерного общества 

## История
Государственное унитарное предприятие «Телерадиовещательная компания „Башкортостан“» Республики Башкортостан (ГУП «ТРК „Башкортостан“» РБ) создано в 2001 году
.

## Структура
В состав ТРК «Башкортостан» входят:
Телеканалы:
- Башкирское спутниковое телевидение (информационно-развлекательный)
- Курай ТВ (музыкальный)
- Тамыр (детско-юношеский)
- Салям (информационно-развлекательный)

Радиостанции:
- Юлдаш
- Ашҡаҙар
- Спутник FM

## Руководство

### Генеральные директора
- Давлетбаев, Рамис Разяпович (2001—2010)
- Ягафаров, Фанур Мухарямович (2010, и.о.)
- Ибрагимова, Гузель Мухаметовна (2010—2011)
- Якупов, Галим Минигалеевич (2011—2017)
- Зарафутдинов, Рустам Ришатович (с 2017 года)

## Эфирные активы
Уфа:
- 66,68 УКВ — Радио Ашкадар
- 68,24 УКВ — Башкирское спутниковое телевидение
- 105,5 FM — Юлдаш
- 107,0 FM — Спутник FM
- 8 ТВК — БСТ

Белебей:
- 72,20 УКВ — БСТ
- 104,7 FM — Юлдаш
- 107,2 FM — Спутник FM
- 27 ТВК — БСТ

С целью 100 % охвата населения республики каналом Башкирское спутниковое телевидение, а также радиостанциями «Юлдаш» и «Спутник FM», построено и сдано в эксплуатацию более 400 телевизионных ретрансляторов мощностью от 1 Вт до 5 кВт в населенных пунктах Башкортостана.